# Вернер, Иван Иванович
Иван (Иоганн-Фридрих) Иванович Вернер (1830—1904) — генерал-майор, герой русско-турецкой войны 1877—1878 годов.

## Биография
Родился 31 июля 1830 года в семье преподавателя 2-го Московского кадетского корпуса Ивана Ивановича Вернера. Образование получил во 2-м Московском кадетском корпусе, из которого выпущен 13 июня 1848 года прапорщиком в армейскую пехоту.
В 1849 году Вернер принимал участие в походе в Венгрию, 27 июня 1849 года произведён в подпоручики, 23 июня 1851 года — в поручики и 17 марта 1854 года — в штабс-капитаны.
В 1855 году, во время Восточной войны, Вернер находился в Крыму. 26 августа 1856 года Вернер был переименован в подпоручики и переведён в гвардию. 19 мая 1861 года произведён в штабс-капитаны. В 1863 году Вернер сражался в Польше с бунтовщиками.
30 августа 1867 года получил чин капитана и 28 марта 1871 года — полковника. В том же 1871 году был зачислен в лейб-гвардии Московский полк, где командовал батальоном.
3 августа 1877 года Вернер был назначен командиром 20-го пехотного Галицкого полка, во главе которого сражался с турками в Болгарии. 24 октября 1878 года Вернер за бой у Пелишат и Згалевице был награждён золотой саблей с надписью «За храбрость». Также он отличился под Плевной.
12 марта 1886 года Вернер был произведён в генерал-майоры и назначен командиром 2-й бригады 20-й пехотной дивизии и начальником Грозненского военного госпиталя. В этой должности он числился до середины 1891 года.
Скончался в Москве 24 января 1904 года, похоронен на Введенском кладбище (6 уч.).

## Семья
Брат — Адольф был генерал-лейтенантом и командовал 6-й пехотной дивизией (вышел в отставку в чине генерала от инфантерии).
Сын — Вернер И. И. (1880—1927) историк, педагог, автор нескольких книг по истории московских приказов.

## Награды
Среди прочих наград Вернер имел ордена:
- Орден Святого Станислава 3-й степени (1867 год)
- Орден Святого Станислава 2-й степени (1868 год, императорская корона к этому ордену пожалована в 1870 году)
- Орден Святой Анны 2-й степени (1873 год)
- Орден Святого Владимира 4-й степени с бантом (1874 год, за беспорочную выслугу 25 лет в офицерских чинах)
- Золотая сабля с надписью «За храбрость» (24 октября 1878 года)
- Орден Святого Владимира 3-й степени с мечами (1879 год)